# Dick Dillin
Richard Allen "Dick" Dillin (17 de diciembre de 1929-1º de marzo de 1980) fue un dibujante de historietas estadounidense conocido especialmente por sus largas etapas en los títulos Blackhawks (1951 a 1968) y Justice League of America (1968 hasta su muerte en 1980).

## Primeros años y carrera
Dick Dillin nació en Watertown, New York, Decidido desde muy joven a dibujar historietas, luego de graduarse de la escuela secundaria en Watertown, y tras su paso por el servicio militar de la armada en Tokio, Yokohama y Okinawa. comenzó a estudiar arte en la Universidad de Siracusa bajo la ley G.I. Bill que otorgaba beneficios financieros a soldados que retornasen del frente.
Eventualmente Dillin dibujó para las editoriales Fawcett Comics (incluyendo historias de "Lance O'Casey" e "Ibis the Invincible" en Whiz Comics) y Fiction House ("Buzz Bennett", "Space Rangers") para luego pasar a Quality Comics en 1952. Trabajó particularmente en el título Blackhawk así como en G.I. Combat, Love Confessions y Love Secrets. Cuando Quality cerró, Dillin se postuló en DC Comics donde vio algunos números de Blackhawk en el escritorio en el cual era entrevistado y, para su alivio, le dijeron "Estuvimos tratando de contactarte"

## DC Comics
Dillin regresó a dibujar Blackhawk, ahora como propiedad de DC Comics, y cuando el título eventualmente terminó, comenzó a dibujar números de World's Finest Comics antes de ser asignado a  Justice League of America, una serie que presentaba a un equipo de superhéroes que incluía en ese momento a Superman, Batman, Linterna Verde, Mujer Maravilla, Flecha Verde y Atom. Dillin dibujó la serie entre los números 64 y 183 (agosto de 1968 a octubre de 1980) con excepción de los números que solo contenían reediciones (67, 76, 85 y 93), el número 153 dibujado por George Tuska, y el número 157 donde solo dibujó la introducción y epílogo mientras que la historia principal fue realizada por Juan Ortiz. Había completado las primeras casi 3 páginas del número 184 cuando murió.
El paso de Dillin por la Liga de la Justicia incluyó la reintroducción de Tornado Rojo. Junto al guionista Dennis O'Neil hicieron varios cambios en la afiliación del grupo, incluyendo la salida de la Mujer Maravilla y el Detective Marciano. También se encargaron de la migración de Canario Negro de Tierra-2 a Tierra-1 y la introducción del satélite del grupo. Dillin y el guionista Len Wein se encargaron del regreso del grupo Siete Soldados de la Victoria entre los números 100 y 102. y la presentación de personajes de la editorial Quality Comics en la continuidad de DC Comics, como los Combatientes de la Libertad en los números 107 y 108.
A fines de 1972, Dillin dibujó el capítulo de DC de un crossover no oficial de metaficción elaborado por los escritores Len Wein, Steve Englehart y Gerry Conway que abarcaba títulos de las dos principales editorials de historietas. Cada número presentaba a Englehart, Conway y Wein, así como a Glynis, la primera esposa de Wein, interactuando con personajes de Marvel o DC en el desfile de noche de brujas de la ciudad de Rutland, Vermont. Comenzando en Amazing Adventures 16 (por Englehart con arte de Bob Brown y Frank McLaughlin), la historia continuó en Justice League of America 103 (por Wein, Dillin y Dick Giordano), y concluyó en Thor 207 (por Conway y John Buscema)
Wein y Dillin crearon al supervillano Libra en Justice League of America 111 (junio de 1974), quien jugaría un papel central en la miniserie de 2008 Crisis Final de Grant Morrison. Dillin dibujó el regreso de Mujer Maravilla al grupo en los números 128 y 129 (marzo / abril de 1976). Con Steve Englehart de guionista elaboraron una nueva historia de origen para la Liga de la Justicia en el número 144, e introdujo a Chica Halcón al grupo dos números más tarde. Otros aspectos destacados de la etapa de Dillin fueron la integración en 1976 de los héroes de la ya extinta editorial Fawcett Comics (recientemente adquiridos por DC Comics) en los números 135 al 137, y el asesinato del Mister Terrific original en el número 171. Dillin y el escritor Bob Haney crearon a los Super-Hijos, Superman Jr. y Batman Jr., en World's Finest Comics 215 (enero de 1973). Dibujó también varias historias secundarias protagonizadas por Linterna Verde en el título The Flash entre 1974 y 1977. En 1975 tuvo a su cargo dibujos de dos capítulos de un guion de la década de 1940 de los Siete Soldados de la Victoria en Adventure Comics 438 y 443.
Dilli se encontraba viviendo en Peekskill, New York al momento de su muerte. Según se publicó en el correo de lectores de Justice League of America 184, Dillin sufrió un ataque cardíaco.

## Animación
Dillin realizó guiones gráficos animados para las series de TV Johnny Zero (1962) y Poderoso Hércules (1963), entre otros.

### DC Comics
- Action Comics (Flecha Verde) 424, 426, 431, 434, 436; (Atom): 425, 427, 430, 433, 435, 438–439, 448; (La vida privada de Clark Kent): 477 (1973-1977)
- Adventure Comics (Seven Soldiers of Victory): 438 y 443 (1975-1976)
- Atom and Hawkman 40 al 45 (1968–1969)
- Batman 246 (con Irv Novick); (Robin): 252, 254 (1972–1973)
- Blackhawk 108 al 241 (1957–1968)
- Challengers of the Unknown 72 (1970)
- DC Comics Presents 7, 13, 14, 18, 22, 25 (1979–1980)
- DC Special Series (Aquaman): 1 (1977)
- DC Super-Stars 10 (1976)
- Detective Comics (Batman) 433, 483; (Hawkman): 428 (1972–1978)
- The Flash (Kid Flash) 202, 204, 207, 209, 211, 216 (1970–72); (Linterna Verde): 227, 228, 230, 231, 233, 234, 245, 246 (1974–1977)
- Green Lantern vol. 2 67, 71 (1969)
- Hawkman 22 al 27 (1967–1968)
- House of Mystery 197 (1971)
- House of Secrets 82, 84, 87–88, 92, 96 (1969–1972)
- Justice League of America 64 al 66, 68 al 75, 77 al 84, 86 al 92, 94 al 152, 154 al 183 (1968–1980)
- Spectre (Hourman) 7 (1968)
- Superman (Terra-Man): 249; (El fabuloso mundo de Krypton): 257, 263, 266, 268 (1972–1973)
- The Unexpected 121 al 123, 126, 131, 133, 163, 165 (1970–1975)
- The Witching Hour 26 (1972)
- Wonder Woman 217 (1975)[22]
- World's Finest Comics (Superman en equipo): 198 al 205, 207 al 228, 231 al 233, 235, 236, 238, 240, 257; (Green Arrow): 256 (1970–1979)

### Quality Comics
- Blackhawk 37, 40, 64, 65, 67 al 107 (1951–1956)
- Plastic Man 45 (1954)

## Recopilaciones
- Justice League of America Archives
  - Volume 8 recopila Justice League of America 64 al 66, 68 al 70  ISBN 978-1563899775
  - Volume 9 recopila Justice League of America 71 al 80 ISBN 978-1401204020
  - Volume 10 recopila Justice League of America 81 al 93 ISBN 978-1401234126
- Showcase Presents Justice League of America
  - Volume 4 recopila Justice League of America 64 al 66, 68 al 75, 77 al 83  ISBN 978-1401221843
  - Volume 5 recopila Justice League of America 84, 86 al 92, 94 al 106  ISBN 978-1401230258
  - Volume 6 recopila Justice League of America 107 al 132 ISBN 978-1401238353
- Crisis on Multiple Earths
  - Volume 2 recopila Justice League of America 64, 65, 73, 74, 82 y 83  ISBN 978-1401200039
  - Volume 3 recopila Justice League of America 91, 92, 100 al 102, 107, 108 y 113 ISBN 978-1401202316
  - Volume 4 recopila Justice League of America 123, 124, 135 al 137, 147 y 148 ISBN 978-1401209575
  - Volume 5 recopila Justice League of America 159, 160, 171, 172 y  183  ISBN 978-1401226237
- Superman/Batman: The Greatest Stories Ever Told incluye World’s Finest Comics 207 ISBN 978-1401212278
- Tales of the Batman: Len Wein incluye World’s Finest Comics 207 ISBN 978-1401251543